# Abdulaziz bin Salman al-Saoed
Prins Abdulaziz bin Salman al-Saoed (Arabisch: عبد العزيز بن سلمان بن عبد العزيز آل سعود) (1960) is een Saoedi-Arabisch politicus en lid van de koninklijke familie. Sinds 8 september 2019 is hij minister van Energie, als opvolger van Khalid al-Falih. Tussen 1987 en 2019 bekleedde hij verschillende andere functies binnen het ministerie van Energie. Abdulaziz is een zoon van koning Salman bin Abdoel Aziz al-Saoed en een halfbroer van kroonprins Mohammad bin Salman al-Saoed.